# Билычи
Билычи (укр. Биличі) — село в Бисковичской сельской общине Самборского района Львовской области Украины.
Население по переписи 2001 года составляло 848 человек. Занимает площадь 2,032 км². Почтовый индекс — 82030. Телефонный код — 3238.